# (7990) 1981 SN1
1981 أس أن 1 (ويعرف أيضًا باسم (7990) 1981 أس أن 1 وفق تسمية الكوكب الصغير) (بالإنجليزية: 1981 SN1)‏ هو كويكب ضمن حزام الكويكبات؛ وترتيبه 7990 من حيث الاكتشاف.
اكتُشف هذا الجُرم الفلكي بواسطة نورمان جي. توماس في 26 سبتمبر 1981.

## وصلات خارجية
- (7990) 1981 SN1 في قاعدة بيانات مختبر الدفع النفاث لأجرام النظام الشمسي الصغيرة

- الاكتشاف · مخطط المدار ·  العناصر المدارية · المعلمات المادية

- (7990) 1981 SN1 على موقع ويكي سكاي: DSS2, SDSS, GALEX, IRAS, Hydrogen α, X-Ray, Astrophoto, Sky Map, Articles and images